# 中国左翼作家联盟成立大会旧址
中国左翼作家联盟成立大会旧址亦稱中国左翼作家联盟成立大会会址纪念馆，是中華人民共和國上海市虹口區四川北路街道的一处历史建筑。

## 历史
位于多伦路201弄2号，佔地面積684平方米，建築面積550平方米，是一座三层的新古典主义风格的花园住宅，建于1924年。1925年，上海艺术大学发生风潮，陈望道等教职员在此另办中华艺术大学，为左翼文艺运动的中心。1930年3月2日，中国左翼作家联盟成立大会在此召开。同年原中华艺术大学停办。
1980年8月26日，中华艺术大学旧址被列为上海市文物保护单位。1989年初，當局方才得知中国左翼作家联盟成立大会原來在中华艺术大学旧址舉辦，於是決定在多倫路145號建立紀念館，紀念館於1990年3月2日對外開放。2001年，中国左翼作家联盟成立大会会址纪念馆遷移至中国左翼作家联盟成立大会實際召開的地點多倫路201弄2號，同年12月8日重新對外開放。2003年1月，中国左翼作家联盟成立大会会址纪念馆被列為上海市愛國主義教育基地。
此外多伦路201弄4号为新中国剧社旧址。多伦路201弄89号为郭沫若多伦路旧居。